# Nätsjöbäcken
Nätsjöbäcken este o arie protejată (arie specială de conservare — SAC, sit de importanță comunitară — SCI) din Suedia întinsă pe o suprafață de 180,1 ha, integral pe uscat.

## Localizare
Centrul sitului Nätsjöbäcken este situat la coordonatele 61°39′35″N 15°10′49″E / 61.6598°N 15.1802°E.

## Înființare
Situl Nätsjöbäcken a fost declarat sit de importanță comunitară în ianuarie 2002 pentru a proteja 2 specii de plante și 3 specii de animale. Situl a fost protejat și ca arie specială de conservare în martie 2011.

## Biodiversitate
Situată în ecoregiunea boreală, aria protejată conține 6 habitate naturale: Turbării Aapa, Mlaștini alcaline, Cursuri de apă de la nivel de câmpie la nivel montan, cu vegetație Ranunculion fluitantis și Callitricho-Batrachion, Lacuri și iazuri distrofice naturale, Taiga vestică, Mlaștini turboase de tranziție și turbării mișcătoare.
La baza desemnării sitului se află mai multe specii protejate:
- plante (2): papucul doamnei (Cypripedium calceolus), Meesia longiseta
- mamifere (1): vidră de râu (Lutra lutra)
- nevertebrate (1): Vertigo geyeri
- pești (1): zglăvoacă (Cottus gobio)